# Municipalità distrettuale di West Rand
La municipalità distrettuale di West Rand (in inglese West Rand District Municipality) è un distretto della provincia di Gauteng e il suo codice di distretto è DC48. La sede amministrativa e legislativa è la città di Randfontein e il suo territorio si estende su una superficie di 4.066 km².
Parte del territorio della municipalità distrettuale apparteneva a una DMA, chiamata GTDMA48.

## Geografia fisica

### Confini
La municipalità distrettuale di West Rand confina a nord e a ovest con quella di Bojanala Platinum (Nordovest), a ovest con quella di Dr Kenneth Kaunda (Nordovest), a est e a sud con quella di Sedibeng e a est con i municipi metropolitani di Tshwane e Johannesburg.

### Suddivisione amministrativa
Il distretto è suddiviso in 3 municipalità locali:
- Westonaria
- Randfontein
- Mogale City